# Astrana
Astrana es una localidad española del municipio de Soba, perteneciente a la comunidad autónoma de Cantabria.

## Geografía
La localidad, bañada por las aguas del río Gándara, se encuentra a 627 m s. n. m. y a 4 kilómetros de la capital municipal, Veguilla.
 Hay en la localidad una vía ferrata.

## Historia
Hacia mediados del siglo XIX, el lugar, ya por entonces perteneciente a Soba, tenía contabilizada una población de cincuenta habitantes. Aparece descrito en el tercer volumen del Diccionario geográfico-estadístico-histórico de España y sus posesiones de Ultramar de Pascual Madoz con las siguientes palabras:

ASTRANA: l. en la prov. y dióc. de Santander, part. jud. de Ramales; es uno de los 27 pueblos que constituyen el valle y ayunt. de Soba, dependiendo en lo espiritual de la felig. de San Martin (V.): sit. sobre 1 lastra en la falda de 1 peña. Tiene 1 alc. p. y 1 ermita en la que celebra misa los dias feriados el capellan que junto á la misma reside: su térm. especial confina por el N. con el comun del valle, E. San Pedro, S. Rio Gándara que le baña y se pasa por un puente; y O. los collados de Ason: pobl. 15 vec., 75 alm.: contr. con el ayuntamiento.
(Madoz, 1846, p. 76)

En 2023, la entidad singular de población tenía empadronados 36 habitantes y el núcleo de población, también 36.